# Verbena urticifolia
Verbena urticifolia là một loài thực vật có hoa trong họ Cỏ roi ngựa. Loài này được L. miêu tả khoa học lần đầu tiên vào năm 1753.